# جون تي ديلون
جون تي ديلون (بالإنجليزية:John T. Dillon) (مواليد 19 يونيو 1876 - وفيات 29 ديسمبر 1937). ممثل سينمائي أمريكي في عصر السينما الصامتة. ظهر في 136 فيلما بين عامي 1908 و 1936. وتوفي في لوس انجليس، كاليفورنيا من الالتهاب الرئوي. و هو شقيق الممثل إدوارد ديلون .

## روابط خارجية
- جون تي ديلون على موقع IMDb (الإنجليزية)
- جون تي ديلون على موقع أول موفي (الإنجليزية)
- جون تي ديلون على موقع قاعدة بيانات برودواي على الإنترنت (الإنجليزية)
- جون تي ديلون على موقع قاعدة بيانات الأفلام السويدية (السويدية)
- جون تي ديلون على موقع قاعدة بيانات الفيلم (الإنجليزية)
- John T. Dillon at IBDb.com